# شير كوه تشهارده (آستانة أشرفية)
شیر کوه تشهارده (بالفارسية: شیرکوه چهارده) هي قرية تقع في إيران في قسم تشهارده الريفي. يقدر عدد سكانها بـ 882 نسمة بحسب إحصاء 2016.